# Stéphanie Lagarde
Stéphanie Lagarde (anhörenⓘ; * 1982  in Toulouse) ist eine französische bildende Künstlerin und Filmemacherin.

## Werdegang
Stéphanie Lagarde machte 2004 einen Abschluss an der École nationale supérieure des arts appliqués et des métiers d’art (ENSAAMA) sowie 2008 an der École nationale supérieure des arts décoratifs (ENSAD). Anschließend absolvierte sie einen sechsmonatigen Aufenthalt am California College of the Arts in San Francisco. Sie wurde mit dem LVMH Young Artist Award ausgezeichnet. In den Jahren 2015 und 2016 war sie Artist in Residence an der Jan van Eyck Academie und an der Fonderie Darling in Montreal sowie der École supérieure d'art de Clermont Métropole (ÉSACM). Stéphanie Lagarde lebt in Paris.

## Werk
Lagarde befasst sich in ihren Werken mit Strategien, die Lebewesen anwenden, um die Kontrolle über reale und virtuelle Territorien zu gewinnen oder sie anzufechten. Benutzt werden dazu Systeme aus Zeichen, Objekten und Sprachen. Stéphanie Lagarde schafft widersprüchliche Szenarien aus den Zusammenfügungen von Tönen, Bildern und Texten aus verschiedenen Quellen.
Ihre Werke wurden in verschiedenen Kunstinstituten weltweit ausgestellt, darunter im Nationalen Museum für Zeitgenössische Kunst (EMST), in der Galerie für Zeitgenössische Kunst Plato in Ostrava, im Kunstmuseum Bonn, in der Ausstellungsreihe frei_raum Q21 exhibition space im MuseumsQuartier Wien, im Centre for Contemporary Photography (CCP) in Australien und im Palais de Tokyo. Ihre Videos wurden auf Festivals wie der Transmediale oder dem Internationalen Leipziger Festival für Dokumentar- und Animationsfilm gezeigt. Mit Rocky Tales of Occupation war sie auf dem International Film Festival Rotterdam vertreten. Ihr Kurzfilm Extra Life (and Decay) hat auf den Internationalen Filmfestspiele Berlin 2025 in der Sektion Forum Expanded Weltpremiere.

## Auszeichnungen
Sie gewann 2019 den Ersten Preis im internationalen Wettbewerb beim Short Waves Festival in Posen und den Hauptpreis beim Bucharest International Experimental Film Festival (BIEFF). 2021 errang sie den Best Film Award im internationalen Wettbewerb beim Beijing International Short Film Festival (BISFF). Im Jahr 2022 gewann sie den National Competition Award beim Kurzfilmfestival Leiden Shorts sowie den New Discovery Award beim International Short Film Festival in Bueu (FICBUEU).

## Filmografie (Auswahl)
- 2011: La photocopie de Papa, Kurzfilm
- 2012: Le bouillon, Kurzfilm
- 2016. Feu mon corps!, Kurzfilm
- 2018: Déploiements, Kurzfilm, dokumentarisch
- 2020: Rocky Tales of Occupation, Kurzfilm
- 2021: Minimal Sway While Starting My Way Up, Kurzfilm
- 2025: Extra Life (and Decay), Kurzfilm

## Ausstellungen (Auswahl)
- 2013: Meltem, Palais de Tokyo, Paris
- 2013: AAA CC DD EE G H IIII J KK LLL M NN OOOO RRRR U, Produzentengalerie, Luzern
- 2015: Lit from the top, Centre for Contemporary Photography, Melbourne
- 2016: A Matter of …, Ludwig Forum für Internationale Kunst, Aachen
- 2016: Cold-pressed, Low heat, Brno House of the Arts
- 2017: Moviementa Video Biennale, Nizza
- 2018: State is not a Work of Art, Tallinn Art Hall
- 2022: Statecraft (and Beyond), Nationales Museum für Zeitgenössische Kunst, Athen